# مخلبية الأسنان
مخلبية الأسنان (الاسم العلمي: Onychodus)، وهي جنس منقرضة من لحميات الزعانف، عاشت خلال العصر الديفوني (مرحلتي الإفلي - الفاميني، منذ حوالي 374 إلى 397 مليون سنة). وهي أحد أشهر الأسماك في مجموعة مخلبيات الأسنان.